# Alfréd Zemanovský
Alfréd Zemanovský (2. září 1919 Linec – 4. března 1994 Podunajské Biskupice) byl slovenský dirigent a hudební skladatel.

## Život
Alfréd Zemanovský po maturitě na gymnáziu v Prievidzi studoval na bratislavské konzervatoři dirigování u Karla Schimpla a skladbu u Alexandra Moyzese. V roce 1954 se stal dirigentem bratislavského rozhlasu. V letech 1962 – 1972 působil jako redaktor hudebních vydavatelství Supraphon a OPUS. Po roce 1972 byl tajemníkem Tvůrčí komise Svazu slovenských skladatelů.

## Dílo
Jako skladatel se Alfréd Zemanovský věnoval převážně tvorbě pro amatérské a dětské pěvecké sbory a úpravám lidových písní.

### Vokální skladby
- Pri lesnom pramienku, op. 7
- Štyri piesne z Nitry (Diviackej Novej Vsi) IV., op. 19
- Videli ste mého?, op. 14c
- Usniže mi, usni
- Povedzže mi, povedz
- Ráno, ráno
- Vybírala som si
- Husári jedú
- Dve slovenské ľudové piesne op. 12a
- Tri slovenské ľudové piesne z Diviackej Novej Vsi
- Štyri slovenské ľudové uspávanky op. 17
- Kytička pre Janíčka
- Mačky a myši. Žartovná hra pre detský zbor, 2 recitátorov a orchester
- Svadobné spevy
- Snehové vločky a metelica
- Svadobné spevy
- Lúčiaca sa
- Setkání (na slová japonskej poézie z 10. storočia)
- Latinská omša op. 59 pre soprán, detský zbor a organ

### Orchestrální skladby
- Concertino (tema con variationi) pre hoboj a orchester op. 22

### Komorní hudba
- Dvojhlasná invencia pre klavír op. 1
- Jesenné impresie (Klavírny cyklus) op. 20
- Smútočný chorál pre štyri horny
- Hudba pre kvarteto zobcových fláut
- Sláčikové kvarteto e-mol op. 16
- Tema con variazioni (Dychové sexteto) op. 6
- Jenom ty mně má panenko. Moravská ľudová pieseň pre spev a dychové kvinteto

Dále zkomponoval velké množství písní, sborů, upravoval lidové písně pro sóla, sbor i s doprovodem orchestru.